# ساشير زاماتا
ساشير زاماتا مور (بالإنجليزية: Sasheer Zamata Moore) مواليد ( 6 مايو، 1986)، ممثلة كوميدية أمريكية. إشتهرت بدورها في برنامج المنوعات الكوميدي ساترداي نايت لايف، أول ظهور لها كان في 18 يناير، 2014.

## نشأتها
ولدت زاماتا في إنديانابوليس، إنديانا، والدتها آيفوري ستيوارد ووالدها كان مقدم في القوة الجوية. ارتادت مدرسة بايك هاي الثانوية وتخرجت في 2004. كما إرتادت جامعة فرجينيا، وتخرجت في 2008.

## حياتها المهنية
شاركت زاماتا في عروض «فرقة المواطنين المستقيمين» الكوميدية في نيويورك منذ 2009. ظهرت في برنامج الكاميرة الخفية «ود يو فول فور ذات» على قناة "ABC News". وظهرت في برنامج «هي غيرل» على قناة «MTV».

### ساترداي نايت لايف
إنضمت زاماتا لطاقم برنامج ساترداي نايت لايف في 2014، خلال موسم 39. ظهرت زاماتا لأول مرة في البرنامج في الحلقة التي قدمها دريك، حيث قلدت المغنية ريانا في إحدى المشاهد. وحصل اداءها على إستحسان النقاد. رُفِعت إلى ممثلة رئيسية (في موسم 41).

## وصلات خارجية
- ساشير زاماتا على موقع IMDb (الإنجليزية)
- ساشير زاماتا على موقع ألو سيني (الفرنسية)
- ساشير زاماتا على موقع ميوزك برينز (الإنجليزية)
- ساشير زاماتا على موقع أول موفي (الإنجليزية)
- ساشير زاماتا على موقع قاعدة بيانات الفيلم (الإنجليزية)